# Abu-Màlik al-Múntassir ibn al-Yassa
Abu-Màlik al-Múntassir ibn al-Yassa, més conegut com a Midrar (‘el que produeix l'abundància’) fou un emir midràrida de Sigilmasa, el que ha donat nom a la dinastia.
Va succeir el seu pare al-Múntassir ibn al-Yassa a la seva mort vers 823/824. Els seus territoris centrals eren el Tafilalt, amb capital a Sigilmasa, però el seu domini s'estenia per la regió del Draa, on explotava mines de plata, i la vila de Ziz. Feia la khutba en nom del califa abbàssida. Tenia llaços amb Qúrtuba i amb els rustàmides de Tahert, amb els quals compartia la fe kharigita. Es va casar amb Arwa bint Abd-ar-Rahman ibn Rústam. El final del seu regnat va estar marcat per les rivalitats entre dos fills, tots dos anomenats Maymun, un nascut d'Arwa bint Abd-ar-Rahman, conegut com a Maymun ibn ar-Rustamiyya, i l'altra nascut d'una dona anomenada Thakiyya (o, segons Ibn Idhari, Bakiyya), conegut com a Maymun ibn Thakiyya. Al cap de tres anys de lluita Abu-Màlik va imposar com a successor Maymun ibn ar-Rustamiyya, però aquest va mostrar ingratitud i va deposar el seu pare; això va provocar la revolta popular que va proclamar emir Maymun Ibn Thakiyya, però aquest va refusar i va retornar el poder al pare. Com que aquest va mostrar la seva intenció de retornar la successió a Maymun ibn ar-Rustamiyya, altre cop els habitants es van revoltar, van assetjar Abu-Màlik al palau i van proclamar emir Maymun ibn Thakiyya, que aquesta vegada va acceptar i va prendre el poder el 867.